# ترکه سفلی (جوانرود)
ترکه سفلی (جوانرود)، روستایی از توابع بخش مرکزی شهرستان جوانرود در استان کرمانشاه ایران است.

## جمعیت
این روستا در دهستان پلنگانه قرار دارد و براساس سرشماری مرکز آمار ایران در سال ۱۳۸۵، جمعیت آن ۴۳ نفر (۱۲خانوار) بوده‌است.